# Monte Abarrán
Monte Abarrán, también conocido como Dar Uberran o Adha Obarane es una montaña del Rif situada a 525 metros de altura, en Budinar, Marruecos.

## Historia

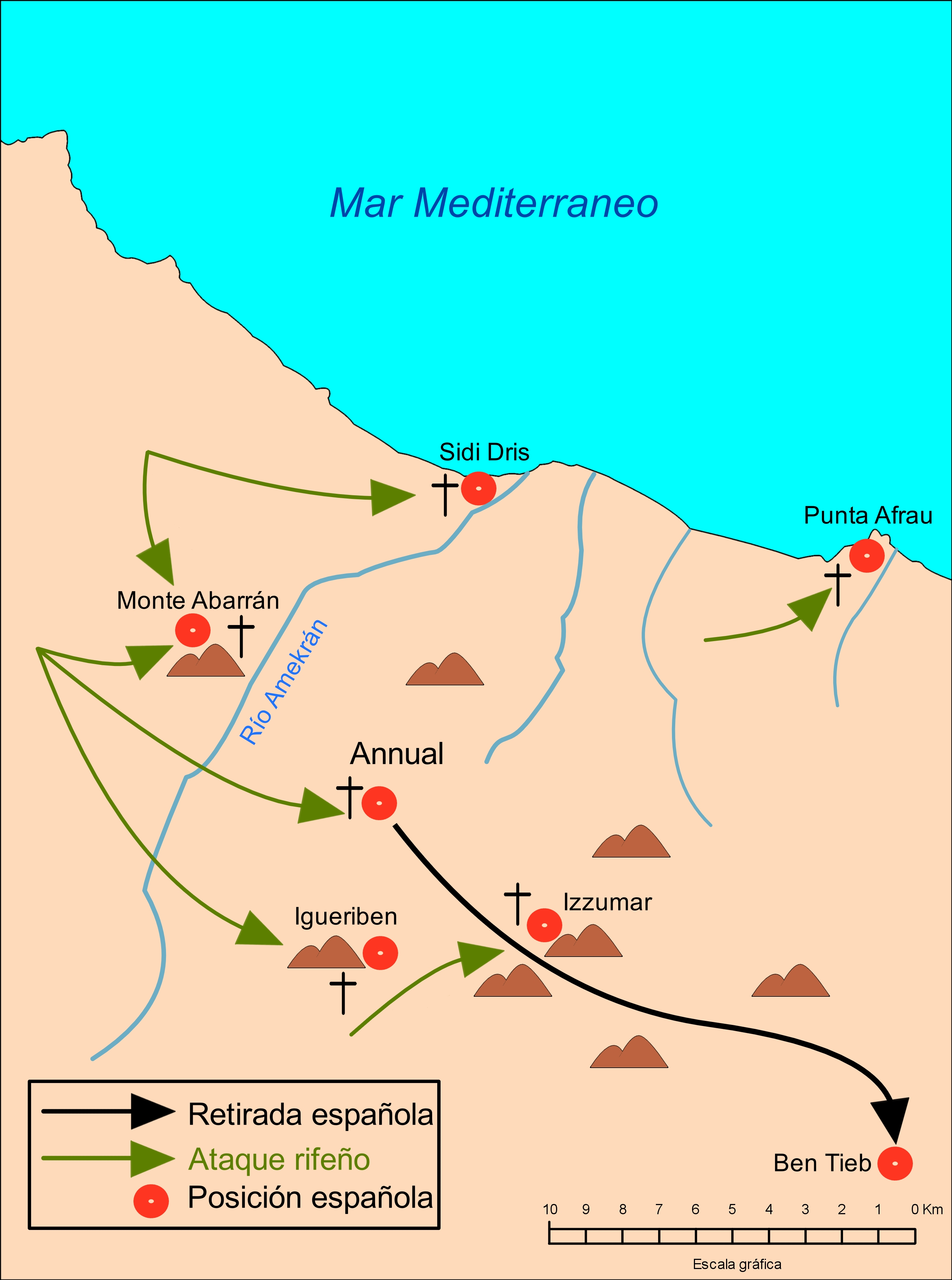
Principales enfrentamientos alrededor de Annual en 1921. Puede observarse la localización de monte Abarran.

Dista 9 km en línea recta de Annual. Durante la guerra del Rif la cima fue tomada por las tropas españolas el 1 de junio de 1921, sin embargo ese mismo día el destacamento que la ocupaba fue atacado por las tropas rifeñas lideradas por Abd el-Krim que tomaron el lugar y capturaron la batería de 4 cañones allí emplazados, murieron en la acción 24 españoles y 59 resultaron heridos. Este episodio conocido como Combate de Abarrán constituyó el primer ataque rifeño en la campaña que dio origen a la derrota del ejército español conocida como Desastre de Annual.